# Tecla Pettenuzzo
Tecla Pettenuzzo (Vicenza, 30 novembre 1999) è una calciatrice italiana, difensore del Napoli.

## Carriera

### Club
Tecla Pettenuzzo si appassiona al calcio fin da giovanissima, e dopo le prime esperienze con le formazioni miste giovanili, all'età di 14 anni gioca in una formazione interamente femminile, il Due Monti, società di Montegalda iscritta al campionato di Serie B 2014-2015 e con la quale condivide con le compagne la retrocessione in Serie C Veneto al termine della stagione.
Nell'estate 2015 si trasferisce al Padova, giocando ancora in Serie B per i campionati 2015-2016 e 2016-2017; in entrambe le stagioni disputate nel girone B con la squadra biancorossa raggiunge rispettivamente il quarto e il terzo posto in campionato.
Durante il calciomercato estivo 2017 coglie l'occasione per fare un salto di livello, trovando un accordo con il Brescia vicecampione d'Italia per la stagione entrante. Il nuovo tecnico della squadra Gianpiero Piovani la inserisce in rosa già dalla partita di Supercoppa 2017, trofeo che il Brescia vince battendo per 4-1 la Fiorentina e dove Pettenuzzo scende in campo anche se per il solo minuto finale dell'incontro. Durante la stagione ha anche l'occasione di debuttare in UEFA Women's Champions League, nell'incontro dell'11 ottobre 2017 dove il Brescia supera le olandesi dell'Ajax per 2-0, garantendosi il passaggio agli ottavi di finale.
Tornata per fine prestito al Padova a luglio 2018, in agosto si trasferisce, sempre in prestito, al Sassuolo, rimanendo quindi in Serie A.
Dopo una sola stagione in neroverde, a luglio 2019 passa alla Roma, sempre in Serie A. Per la stagione 2022-23 è andata a giocare in prestito alla Sampdoria, continuando a giocare in Serie A.
Il 13 agosto 2023, Pettenuzzo passa a titolo definitivo al Napoli, neopromosso in massima serie, con cui firma un contratto biennale con opzione per un'ulteriore stagione. Segna la sua prima rete in azzurro il 22 maggio 2024, nell'andata dello spareggio promozione-retrocessione contro la Ternana (vinto 2-1 dalle campane).

### Nazionale
Pettenuzzo inizia ad essere convocata dalla Federazione Italiana Giuoco Calcio nel gennaio 2015, quando il tecnico Enrico Sbardella nella formazione Under-17 la valuta assieme ad altre 21 giovani al Centro tecnico federale di Coverciano, Firenze, in previsione della doppia amichevole con la Norvegia e della fase élite di qualificazione all'edizione 2015 del campionato europeo di categoria.
Nel giugno 2016 Sbardella, diventato nel frattempo responsabile della Under-19, la convoca assieme ad altre 24 compagne ad uno stage a Bagno di Romagna, per inserirla in rosa nel successivo settembre nella formazione che affronta in doppia amichevole i Paesi Bassi. Le prestazioni convincono il tecnico a chiamarla anche per la prima fase di qualificazione all'Europeo di Irlanda del Nord 2017. Il tecnico la impiega solo nella prima fase, dove fa il suo debutto in un torneo UEFA il 20 ottobre 2016, al FFM Training Centre di Skopje, nell'incontro vinto dalle Azzurrine per 4-0 sulle avversarie pari età della Macedonia. Sbardella la inserisce anche nella rosa delle giocatrici che affrontano l'edizione 2017 del Torneo di La Manga.

## Statistiche
Statistiche aggiornate all'11 maggio 2025.

### Presenze e reti nei club
| Stagione        | Squadra         | Campionato      | Campionato | Campionato | Coppe nazionali | Coppe nazionali | Coppe nazionali | Coppe continentali | Coppe continentali | Coppe continentali | Altre coppe | Altre coppe | Altre coppe | Totale | Totale |
| Stagione        | Squadra         | Comp            | Pres       | Reti       | Comp            | Pres            | Reti            | Comp               | Pres               | Reti               | Comp        | Pres        | Reti        | Pres   | Reti   |
| --------------- | --------------- | --------------- | ---------- | ---------- | --------------- | --------------- | --------------- | ------------------ | ------------------ | ------------------ | ----------- | ----------- | ----------- | ------ | ------ |
| 2017-2018       | Brescia         | A               | 14         | 0          | CI              | 4               | 0               | UWCL               | 2                  | 0                  | SI          | 1           | 0           | 21     | 0      |
| 2018-2019       | Sassuolo        | A               | 22         | 1          | CI              | 2               | 0               |                    | -                  | -                  |             | -           | -           | 24     | 1      |
| 2019-2020       | Roma            | A               | 13         | 0          | CI              | 3               | 0               |                    | -                  | -                  |             | -           | -           | 16     | 0      |
| 2020-2021       | Roma            | A               | 13         | 0          | CI              | 2               | 0               |                    | -                  | -                  | SI          | 1           | 0           | 16     | 0      |
| 2021-2022       | Roma            | A               | 10         | 0          | CI              | 3               | 0               |                    | -                  | -                  | SI          | 1           | 0           | 14     | 0      |
| Totale Roma     | Totale Roma     | Totale Roma     | 36         | 0          |                 | 8               | 0               |                    | -                  | -                  |             | 2           | 0           | 46     | 0      |
| 2022-2023       | Sampdoria       | A               | 19         | 1          | CI              | 3               | 0               |                    | -                  | -                  |             | -           | -           | 22     | 1      |
| 2023-2024       | Napoli          | A               | 24+1       | 0+1        | CI              | 4               | 0               |                    | -                  | -                  |             | -           | -           | 29     | 1      |
| 2024-2025       | Napoli          | A               | 26         | 0          | CI              | 4               | 1               |                    | -                  | -                  |             | -           | -           | 30     | 1      |
| Totale Napoli   | Totale Napoli   | Totale Napoli   | 50+1       | 0+1        |                 | 8               | 1               |                    | 0                  | 0                  |             | 0           | 0           | 59     | 2      |
| Totale carriera | Totale carriera | Totale carriera | 142        | 3          |                 | 13              | 1               |                    | 2                  | 0                  |             | 3           | 0           | 160    | 4      |

### Cronologia presenze e reti in nazionale
| Cronologia completa delle presenze e delle reti in nazionale ― Italia | Cronologia completa delle presenze e delle reti in nazionale ― Italia | Cronologia completa delle presenze e delle reti in nazionale ― Italia | Cronologia completa delle presenze e delle reti in nazionale ― Italia | Cronologia completa delle presenze e delle reti in nazionale ― Italia | Cronologia completa delle presenze e delle reti in nazionale ― Italia | Cronologia completa delle presenze e delle reti in nazionale ― Italia | Cronologia completa delle presenze e delle reti in nazionale ― Italia |
| Data                                                                  | Città                                                                 | In casa                                                               | Risultato                                                             | Ospiti                                                                | Competizione                                                          | Reti                                                                  | Note                                                                  |
| --------------------------------------------------------------------- | --------------------------------------------------------------------- | --------------------------------------------------------------------- | --------------------------------------------------------------------- | --------------------------------------------------------------------- | --------------------------------------------------------------------- | --------------------------------------------------------------------- | --------------------------------------------------------------------- |
| 10-4-2021                                                             | Firenze                                                               | Italia                                                                | 1 – 0                                                                 | Islanda                                                               | Amichevole                                                            | -                                                                     | 46’                                                                   |
| Totale                                                                |                                                                       | Presenze                                                              | 1                                                                     |                                                                       | Reti                                                                  | 0                                                                     |                                                                       |

## Palmarès
- Supercoppa italiana: 1

Brescia: 2017
- Coppa Italia: 1

Roma: 2020-2021